# María Alejandra Castillo
María Alejandra Castillo (* 17. April 2006) ist eine ecuadorianische Hürdenläuferin, die sich auf die 100-Meter-Distanz spezialisiert hat.

## Sportliche Laufbahn
Erste internationale Erfahrungen sammelte María Alejandra Castillo im Jahr 2023, als sie bei den U20-Südamerikameisterschaften in Bogotá in 15,25 s den sechsten Platz über 100 m Hürden belegte und mit der ecuadorianischen 4-mal-100-Meter-Staffel in 47,87 s den vierten Platz belegte. Anschließend gelangte sie bei den Ibero-Amerikanischen-U18-Meisterschaften in Lima mit 14,62 s auf den sechsten Platz und wurde mit der Staffel in 48,51 s Fünfte. Im Jahr darauf belegte sie bei den U20-Südamerikameisterschaften ebendort in 14,89 s den achten Platz über 100 m Hürden und gelangte im Staffelbewerb mit 47,28 s auf Rang fünf.
2024 wurde Castillo ecuadorianische Meisterin im 100-Meter-Hürdenlauf.

## Persönliche Bestleistungen
- 100 m Hürden: 14,52 s (+1,4 m/s), 8. Juni 2024 in Quito